# Vlajka Antiguy a Barbudy

Vlajka Antiguy a Barbudy
Poměr stran: 2:3

Námořní vlajka Antiguy a Barbudy
Poměr stran: 2:3

Vlajka Antiguy a Barbudy je tvořena červeným listem o poměru stran 2:3 s obráceným rovnoramenným trojúhelníkem, jehož základna je horní okraj listu a vrchol je v polovině dolního okraje. Trojúhelník tvoří tři pruhy – černý, modrý a bílý v poměru šířek 9:5:9. V černém pruhu je žluté vycházející slunce
Červená barva je symbolem energie. Vycházející slunce symbolizuje úsvit nové éry. Černá barva je symbolem afrického původu obyvatel, modrá pak symbolizuje naději. Postupné užití žluté, modré a bílé (od Slunce dolů) pak znamená Slunce, moře a písek.
Námořní vlajka, kterou užívá národní pobřežní stráž, se skládá z červeného svatojiřského kříže (viz Anglická vlajka) s národní vlajkou v kantonu.

Rozměry vlajky Antiguy a Barbudy
Vlajka Rady Barbudy Poměr stran: 2:3
Vlajka neobydleného skaliska Redonda Poměr stran: 2:3

## Historie
Ostrovy Antigua a Barbuda, patřící do souostroví Závětrných ostrovů (anglicky Leeward Islands), byly letech 1671–1816 a 1833–1958 součástí britské kolonie Britské závětrné ostrovy.

Vlajka Britských závětrných ostrovů (1871–1952) Poměr stran: 1:2
Vlajka guvernéra Britských závětrných ostrovů (1874–1952) Poměr stran: 1:2

Vlajka Britských závětrných ostrovů (1952–1958) Poměr stran: 1:2
Vlajka guvernéra Britských závětrných ostrovů (1952–1958) Poměr stran: 1:2

V letech 1958–1962 byly ostrovy součástí (provincií) Západoindické federace. Po rozpadu federace zůstaly ostrovy pod britskou správou.

Vlajka Západoindické federace na Antigui a Barbudě (1958–1962) Poměr stran: 1:2
Námořní vlajka Západoindické federace na Antigui a Barbudě (1958–1962) Poměr stran: 1:2
Vlajka guvernéra Západoindické federace na Antigui a Barbudě (1958–1962) Poměr stran: 3:4

Vlajka Antiguy a Barbudy (1956–1962) Poměr stran: 1:2
Vlajka Antiguy a Barbudy (1962–1967) Poměr stran: 1:2
Vlajka guvernéra Antiguy a Barbudy (1956–1967) Poměr stran: 1:2

V únoru 1967 získaly ostrovy vnitřní autonomii jako přidružený stát Spojeného království. Vlajka  byla přijata 27. února 1967, na základě návrhu vytvořeného učitelem Reginaldem Samuelsem. 1. listopadu 1981 vyhlásila země nezávislost pod názvem Antigua a Barbuda.

Vlajka guvernéra Antiguy a Barbudy (1967–1981) Poměr stran: 1:2

## Commonwealth
Antigua a Barbuda je členem Commonwealthu (který užívá vlastní vlajku) a zároveň je hlavou státu britský panovník (Commonwealth realm), kterého zastupuje generální guvernér (viz seznam vlajek britských guvernérů).
V roce 1960 byla navržena osobní vlajka Alžběty II., určená pro reprezentaci královny v její roli hlavy Commonwealthu na územích, ve kterých neměla jedinečnou vlajku – to byl i případ Antiguy a Barbudy (viz seznam vlajek Alžběty II.).
Za vlády Alžběty II. byla na britských symbolech (tedy i vlajkách) zobrazována Koruna sv. Eduarda. Před tím a po její smrti a korunovaci Karla III. je zobrazována tudorovská koruna.

Osobní vlajka královny Alžběty II. (1960–2022) Poměr stran: 1:1
Vlajka generálního guvernéra Antiguy a Barbudy (1981–2023) Poměr stran: 1:2
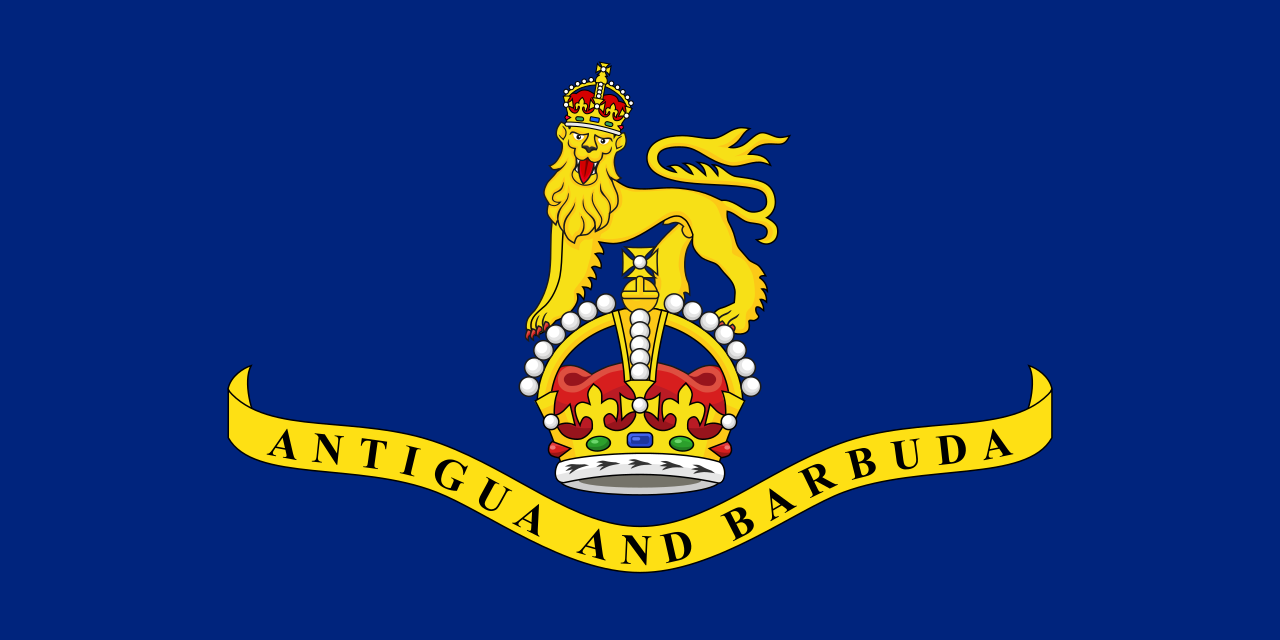
Vlajka generálního guvernéra Antiguy a Barbudy Poměr stran: 1:2